# 미겔 파르데사
미겔 파르데사 피차르도(Miguel Pardeza Pichardo, 1965년 2월 8일, 안달루시아 지방, 라 팔마 델 콘다도 ~)는 은퇴한 스페인의 축구 선수로, 현역 시절에 공격수로 활약하였다.
그는 레알 마드리드 CF의 퀸타 델 부이트레 5멤버들 중 하나이나, 대부분의 선수생활을 레알 사라고사에서 보냈다. 은퇴 후, 그는 그의 친정팀으로 복귀하여, 스포르팅 디렉터가 되었다.
파르데사는 이탈리아에서 열린 1990년 FIFA 월드컵의 스페인 축구 국가대표팀 일원이었다.

## 클럽 경력
우엘바 주, 라 팔마 델 콘다도 출신으로, 파르데사는 레알 마드리드 CF의 유소년 팀을 거쳐, 1983-84 시즌에 데뷔하였다. 레알 사라고사에 한시즌간 임대된 후, 그는 복귀하여 25경기 출전 5골로 팀의 라 리가 우승을 도왔다.
1987-88 시즌, 파르데사는 사라고사로 완전 이적하였으며, 아라곤 지역을 대표하는 클럽의 주축 선수로서 활약하였다. 그는 기술을 갖추고 공격적이었으며, 시야가 넓고 탁월한 골 결정력을 가지고 있었다. (그는 4시즌간 두자리수의 득점을 기록하였다.) 1994-95 시즌, 그는 11번의 리그 골을 득점하였고, 같은 해의 UEFA 컵 위너스컵 결승전에서 팀이 아스널 FC를 꺾고 우승할 수 있도록 하였다.
짧은 시간을 보냈던 멕시코의 푸에블라 FC에서 전 사라고사 동료 프란시스코 이게라와 재회하였고, 34세의 나이로 1999년에 현역 은퇴를 선언하였다. 2002년 6월, 그는 레알 사라고사의 기술 디렉터가 되었다. 7년 후, 그는 친정팀 레알 마드리드 CF로 돌아와, 플로렌티노 페레스 회장 하에 같은 직위를 맡았다.

## 국가대표팀 경력
유소년팀과 올림픽팀을 거친 그는 1989년 10월 11일에 부다페스트에서의 헝가리 친선전 (2:2 무승부)에서 데뷔하였다. 이후 그는 5번을 출전하였는데 이중 이탈리아에서 열린 1990년 FIFA 월드컵의 2-1로 승리한 벨기에전에서 2분 출전하기도 하였다.

## 수상
레알 마드리드 CF
- 라 리가: 1986–87

레알 사라고사
- UEFA 컵 위너스컵: 1994–95
- 코파 델 레이: 1985–86, 1993–94

## 축구 외
4년동안 사라고사 대학교에서 법학과 스페인 문헌학을 전공한 뒤 (1994-99), 파르데사는 스페인의 기자 / 저자인 세사르 곤살레스 루아노에 관한 논문을 작성하였다. 그는 또한 신문사와 라디오 방송사와 의견을 모아 스페인 축구선수 협회의 대변인을 1990년부터 맡았고, 1996년부터는 같은 조직의 사무국장이 되었다.